# Годфрід Даннелс
Го́дфрід Да́ннелс (нід. Godfried Danneels; 4 червня 1933, Канегем, Бельгія — 14 березня 2019, Мехелен) — бельгійський кардинал, колишній архієпископ архідієцезії Мехелен-Брюссель.

## Біографія
Годфрід Даннелс народився 4 червня 1933 р., в Канегемі (неподалік Тілта), Західна Фландрія, в дієцезії Брюгге. Найстарший з шести дітей у сім'ї.
Закінчив Вищу духовну семінарію в Брюгге, згодом Католицький університет у Левені і Папський Григоріанський університет. Доктор теології.
Даннелса висвячено на священика 17 серпня 1957 р. Його рукоположив Еміль Жозеф Де Смедт, єпископ Брюгге.
Вивчав томістичну філософію в Католицькому університеті Левена та богослов'я в Папському Григоріанському університеті в Римі. Здобувши докторантуру в богослов'ї, він викладав у семінарії в Брюгге й у Католицькому університеті Левена.
Як учений він має глибокі знання літургії. Статті, які він написав для словника Літургії, зробили його відомим у всьому католицькому світі.
Даннелс був активно залучений у написання Sacrosanctum Concilium — документа, який почав літургійну реформу Другого Ватиканського Собору.
4 листопада 1977 р. папа Римський Павло VI призначив Даннелса на єпископа Антверпенським. За два роки папа Іван-Павло II призначив його на архієпископа Мехелена-Брюсселя, примаса Бельгії.
2 лютого 1983 р. Даннелс став кардиналом-пресвітером з титулом церкви святої Анастасії.
З 2001 р. кардинал Даннелс був членом постійного секретаріату синоду єпископів. Він ще й член Конгрегації віровчення та Конгрегації у справах духовенства Римської курії. Між 1990 і 1999 він був міжнародним головою руху Pax Christi.
Даннелс здобув титул доктора honoris causa Джорджтаунського університету й Католицького університету Тілбурга.
Даннелс брав участь у конклаві 2005 р., після смерті Івана Павла II.
18 січня 2010 р. папа римський Бенедикт XVI погодився на відставку кардинала Даннелса з посади архієпископа Мехелена-Брюсселя через досягнення відповідного віку та призначив за його наступника єпископа Андре-Мютьєна Леонара.